# João Bernardo de Miranda
João Bernardo de Miranda, angolski politik, * 18. julij 1952.
Med letoma 1999 in 2008 je bil minister za zunanje zadeve Angole.